# منطقة الأولاد (فلم)
منطقة الأولاد (بالإنجليزية: Area Boys) هو فيلم نيجيري قصير صدر عام 2007 من إخراج أوميليهو نوانجوما وإنتاج شركة إنسباير فيلم & ميديا (بالإنجليزية: Inspire Film & Media) ومن بطولة إيدي كادي، أكيم أولاتونبوسون، ديلي أووسيل وجانيت- نيكول نزيكوي.

## القصّة
وُلد الصديقين بودي وأوبي في عالمٍ حيث الفساد والجشع يتفوقان على كل شيء آخر. يُقرّر الاثنان قطع العلاقات مع رئيسهم لأنهم يريدانِ إقامة شراكةٍ تجاريةٍ خاصةٍ بهم لمواجهة الفساد المُحيط بهم بشكل أفضل. تتسّربُ خططهم قبل أن يبدأ الاثنان العمل رسميًا فتتمُّ مطاردتهما من قِبل الرئيس وهناك يكتشفانِ القيمة الحقيقية للصداقة.

## الجوائز
شارك الفيلمُ في مهرجان سوني المحلّي في نيجيريا عام 2018.